# رودخانه آباچ (افت)
رودخانه آباچ (به آلمانی: Aabach) یک رود در آلمان است که در نوردراین-وستفالن واقع شده‌است.